# 오시덕
오시덕(吳施德, 1947년 7월 26일 ~ )은 대한민국의 정치인이다. 제17대 국회의원, 제13대 공주시장을 역임했다.

## 생애
오시덕은 1947년 6월 9일에 충청남도 공주에서 아버지 오병학과 어머니 이은순의 2남 5녀 중 장남으로 태어났다. 그의 집안은 가난했기 때문에 학창 시절 차비를 아끼기 위해서 일주일에 1번 귀가할 때 집까지 반나절을 걸어서 갔고 공부방이 없어서 동네 사랑방에서 공부했다고 한다. 그는 또한 세종대왕 위인전에서 세종대왕이 밤을 새워 한글을 창제하다 잠이 든 집현전 학사에게 자신의 옷을 덮어 주었다는 구절을 읽고 나서 세종대왕에 대한 존경심을 갖게 되었다고 회고하였다. 1970년에 충남대 건축공학과를 학사 학위하고 ROTC 장교로 복무하였다.
이후 중학교 기술교사를 하면서 생생한 교육현장을 체험하면서 건축사, 기술사 국가자격증을 취득하고 서울시립대 대학원에서 건축학 석사 학위를 취득하였고, 충남대 대학원에서 산업공학 박사 학위를 취득하였다. 1998년 부도가 난 ㈜한양의 법정관리인을 맡아 경영혁신에 심혈을 기울였다.
이후 오시덕은 대한주택공사말단으로 입사, 대한주택공사의 사장이 되어 고향인 공주에 주공아파트를 짓기도 하였다. 이후 고향인 공주의 발전을 위해 국회의원이 되어야 한다고 생각한 그는 2004년 2월에 열린우리당에 입당하였고 그해 실시된 제17대 총선에 출마하여 공주시·연기군에서 당선되었다. 그러나 2005년 1월 29일에 선거법 위반으로 인해 의원직을 상실하였다. 이후 2007년에 노무현 대통령에 의해 사면복권된 오시덕은 2010년에 실시된 제5회 지방 선거에 자유선진당 소속으로 공주시장에 출마했으나 국민중심연합의 이준원 후보(전.공주시장)에게 낙선하였다. 4년 후인 2014년에 재차 제6회 지방 선거에 새누리당 소속으로 공주시장에 출마하여 당선되었다.

## 학력
- 1966년 공주고등학교 졸업
- 1970년 충남대학교 건축공학과 학사
- 1985년 서울시립대학교 대학원 건축공학 석사
- 2001년 충남대학교 대학원 산업공학 박사

## 경력
- 대한주택공사 사장
- 한양 사장
- 한양 법정관리인
- 대한주택공사 건설본부장
- 대한주택공사 기술본부장
- 공주대학교 건축학과 겸임교수
- 서울산업대학교 주택대학원 겸임교수
- 공주고등학교 총동창회장
- 충남대학교 총동창회 부회장
- 대한건축학회 부회장
- 사단법인 주우회 회장
- 제8대 공주시장

## 논란
- 공직선거및선거부정방지법위반: 벌금 1500만원 - 2004년 10월 28일 선고, 2008년 8월 15일 특별복권[2]

2019년 1월 25일 수천만원의 불법 정치자금을 받은 혐의로 1심에서 징역 1년에 집행유예 2년, 추징금 5000만원의 판결을 받았다.

## 역대 선거 결과
|  | 46.64% |

|  | 33.68% |

|  | 49.54% |

|  | 43.31% |